# Tourville-sur-Sienne
Tourville-sur-Sienne ist eine französische Gemeinde mit 772 Einwohnern (Stand: 1. Januar 2022) im Département Manche in der Region Normandie (vor 2016 Basse-Normandie). Die Gemeinde gehört zum Arrondissement Coutances und zum Kanton Coutances. Die Einwohner werden Tourvillais genannt.

## Geographie
Tourville-sur-Sienne liegt nahe der Atlantikküste auf der Halbinsel Cotentin, etwa sieben Kilometer westlich von Coutances am Ästuar der Sienne. Umgeben wird Tourville-sur-Sienne von den Nachbargemeinden Saint-Malo-de-la-Lande im Norden, Gratot im Norden und Nordosten, Bricqueville-la-Blouette im Osten und Südosten, Heugueville-sur-Sienne im Süden und Südosten, Regnéville-sur-Mer im Süden sowie Agon-Coutainville im Westen.

## Bevölkerungsentwicklung
| Jahr      | 1962 | 1968 | 1975 | 1982 | 1990 | 1999 | 2006 | 2018 |
| --------- | ---- | ---- | ---- | ---- | ---- | ---- | ---- | ---- |
| Einwohner | 563  | 491  | 481  | 538  | 551  | 589  | 669  | 781  |

Quelle: INSEE

## Sehenswürdigkeiten
- Menhir
- Kirche Notre-Dame, Monument historique
- Denkmal von Admiral Tourville aus dem Jahre 1816, seit 2006 Monument historique
- Kapelle von Les Jacquets

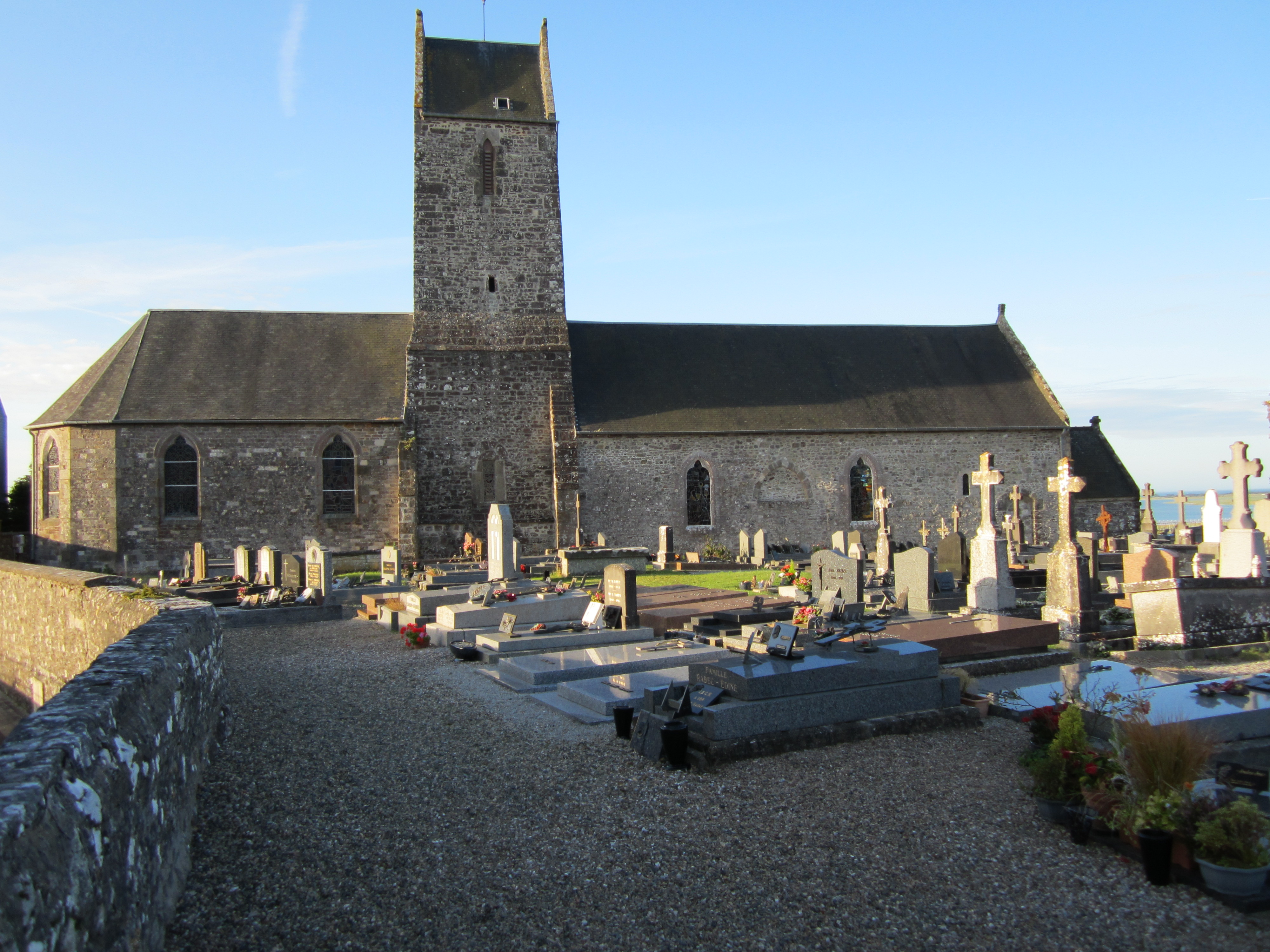
Kirche Notre-Dame
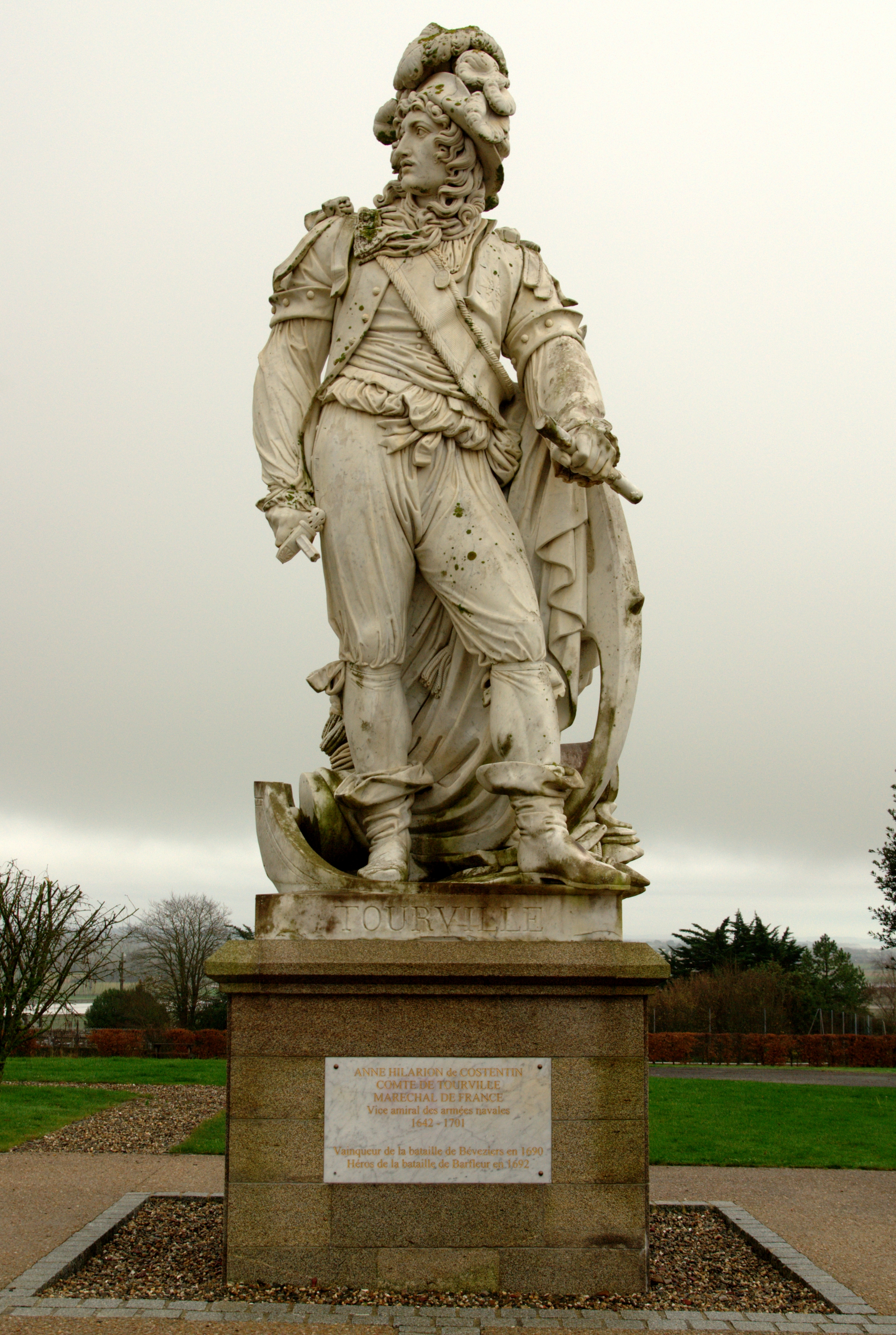
Denkmal von Admiral Anne Hilarion Tourville

## Persönlichkeiten
- Anne Hilarion de Costentin de Tourville (1642–1701), Admiral und Marschall von Frankreich